# Tragia lassia
Tragia lassia är en törelväxtart som beskrevs av Radcl.-sm. och Rafaël Herman Anna Govaerts. Tragia lassia ingår i släktet Tragia och familjen törelväxter.
Artens utbredningsområde är Madagaskar. Inga underarter finns listade i Catalogue of Life.